# عمار بن بلقاسم
عمار بن بلقاسم (بالفرنسية: Amar Ben Belgacem)‏ ولد بباريس يوم 18 جوان 1979، هو رسام تونسي فرنسي.

## ترجمته
ولد بفرنسا من أبوين تونسيين، وعاش بفرنسا إلى سن الخامسة، حيث أعاده والداه إلى تونس للدراسة، وبقي بها إلى سن التاسعة عشرة. وهو رسام عصامي وقد أمكن له العرض في عشرين بلدا. ووسمه وزير الثقافة التونسي بوسام الاستحقاق الثقافي (2006. وهو عضو الجمعية الدولية للفنانين التشكيليين واتحاد الفنانين التشكيليين التونسيين وجمعية الفنانين التشكيليين بالحمامات.
توفي في 24 أغسطس 2010.

## معارضه
- 2006-2008:
  - معارض شخصية بكل من قصر اليونسكو بباريس وسفارة تونس بواشنطن ورواق يحي ومدينة تونس وسيتو وطوكيو باليابان
  - مشاركة في معارض دولية: بلافاليت بمالطة
- 2001-2005:
  - معارض شخصية بأروقة بباريس وغرونوبل ورادس وصنعاء
  - بالمشاركة في معرض معهد العالم العربي بباريس في إطار الأيام التونسية.
- 1996-2000:
  - معارض بقصر الأونسكو ببيروت، ومقر البنك العالمي بواشنطن، وكذا بمالطة وباريس وسيدي بوسعيد وسوسة